# DP الأسد b
DP الأسد b هو كوكب خارج المجموعة الشمسية يقع على بعد يقدر بحوالي 1304 سنة ضوئية من الشمس، في اتجاه كوكبة الأسد حول نجم ثنائي كسوفي يسمى DP الأسد. يدور الكوكب حول نجمين قزم أبيض وقزم أحمر في متوسط مسافة قدرها 8.6 وحدة فلكية ولم يتم تحديد انحراف مدار الكوكب.